# Tomten (dikt)
Tomten, med inledningsorden "Midvinternattens köld är hård", är en dikt av Viktor Rydberg. Den publicerades ursprungligen i Ny Illustrerad Tidning 1881. I dikten ställs metafysiska frågor, alltmedan den följer titelfiguren runt i midvinternatten. Dikten och Jenny Nyströms illustrationer vid den första publiceringen bidrog till att forma bilden av den svenska jultomten.

## Innehåll och uppbyggnad
"Tomten" är en filosofisk dikt, och under en till det yttre idyllisk form ställer Rydberg i dikten den grundläggande metafysiska frågan om människolivets mål och mening. Den svårbesvarbara gåtan om "vadan och varthän" går diktens huvudperson, tomten, omkring och funderar över. Från början var dikten inte heller direkt kopplad till julen, men med tiden har illustratören Nyströms tomtefigur bidragit till att tomten som fenomen – inklusive dikten med samma namn – flyttats från gårdstomten till jultomten.
Dikten är skriven på slutrimmad vers. De elva åttaradiga stroferna har rimschemat ABABCCDD, där A och C är manliga rim medan B och D är kvinnliga. I strofernas första, tredje, femte och sjätte versrader är betoningarna fyra, medan de i de andra, fjärde, sjunde och åttonde raderna är tre.
| ”                                               | Strof 1: Midvinternattens köld är hård, stjärnorna gnistra och glimma. Alla sova i enslig gård djupt under midnattstimma. Månen vandrar sin tysta ban, snön lyser vit på fur och gran, snön lyser vit på taken. Endast tomten är vaken. | „ |
| – Viktor Rydberg, Ny Illustrerad Tidning (1881) | |   |

## Historik

### Tillkomst
| "Tomten" författades under Viktor Rydbergs och S.A. Hedlunds promenad i Slottsskogen. |  | "Tomten" författades under Viktor Rydbergs och S.A. Hedlunds promenad i Slottsskogen. |
| "Tomten" författades under Viktor Rydbergs och S.A. Hedlunds promenad i Slottsskogen. |  |                                                                                       |

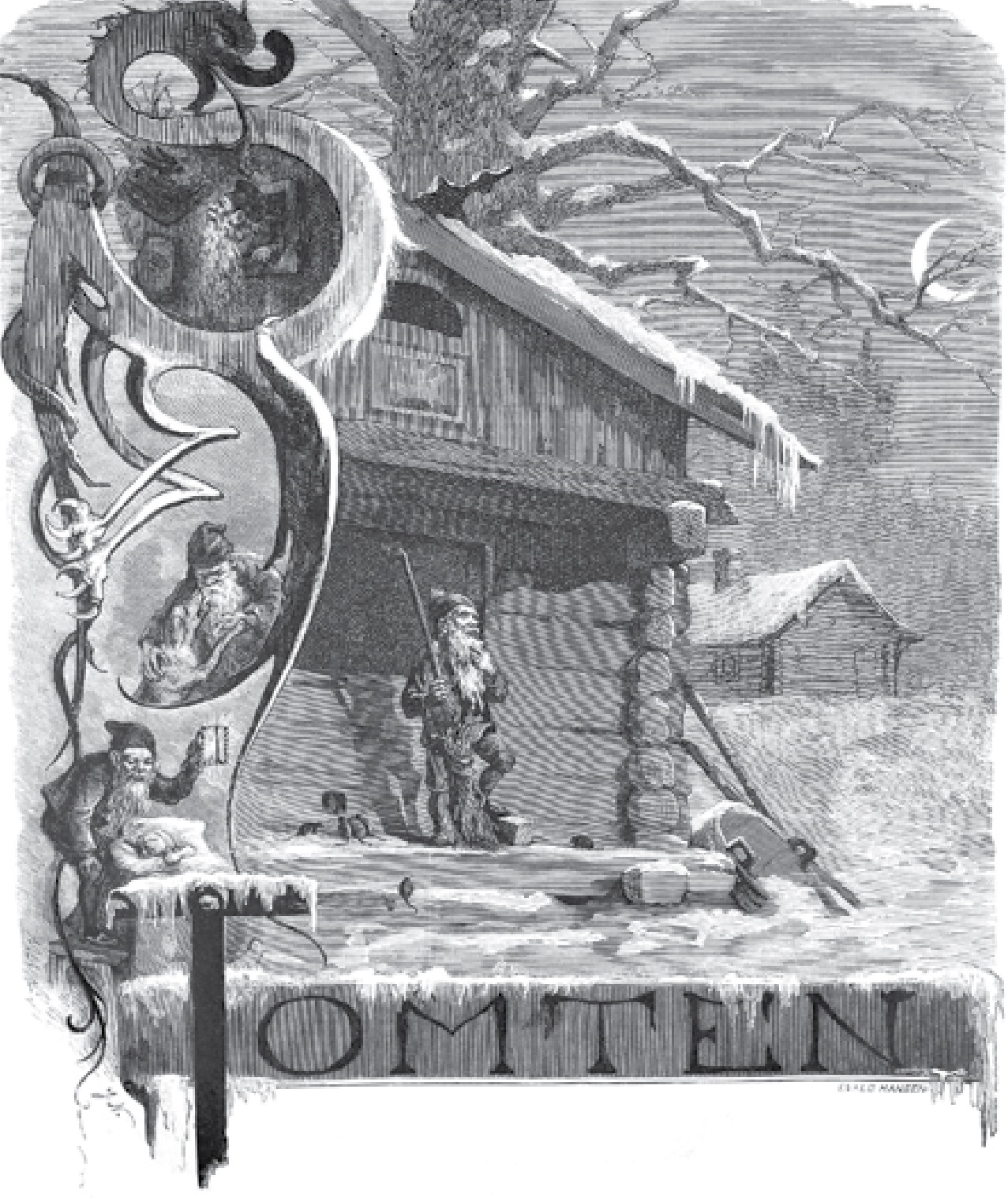
Titelteckning 1881

Dikten skrevs under tiden Rydberg bodde i Göteborg och verkade som journalist på Göteborgs Handels- och Sjöfartstidning (GHT). Den skrevs ned under en promenad genom Slottsskogen, i sällskap med tidningens redaktör S.A. Hedlund. Rydberg bad vid ett tillfälle Hedlund att stanna, och med ett papper lagt på Hedlunds rygg sattes alla de elva stroferna på pränt.
Därefter publicerades dikten i Ny Illustrerad Tidning. Rydberg var redan tidigare känd som författare av jultexter, bland annat av berättelsen "Lille Viggs äfventyr" från 1871. Då var det den 17-åriga Jenny Nyström som stod för bilderna till texten. Även nu kallades Jenny Nyström (som åren 1880–1888 tecknade för Ny Illustrerad Tidning) in som illustratör. Rydberg ville dock att hon skulle måla tomten med ett lite mer mänskligt utseende jämfört med Lille Vigg-historiens julvätte, och Nyström följde rådet genom att använda sin far Daniel Nyström som förebild för diktens huvudfigur. Fadern var lärare på Carlgrenska skolan vid Stigbergstorget i Majorna, belägen på den tomt där biografen Kaparen senare uppfördes. Det var också där dottern Jenny vuxit upp, i familjens lärarebostad.
Bilderna till Rydbergs dikt var en viktig del i Jenny Nyströms därefter inflytelserika karriär som målare och illustratör av julmotiv. Hennes bilder av bland annat jultomtar spreds framöver på miljontals svenska julkort.

### Senare användning
En kortfilm, Tomten, gjordes 1941 av filmaren Gösta Roosling. I filmen läser Hilda Borgström dikten i dess helhet.
Lotta Engbergs julalbum Jul hos mig 2009 avslutas med ett sista, dolt, bonusspår där Sven Wollter (en av hennes duettpartner på albumet) läser dikten.
Tomten finns även som ljudbok, inläst av Torgny Lindgren.
I Julens önskesångbok (1997), under rubriken "Traditionella julsånger", är dikten tonsatt av Lyyli Wartiovaara-Kallioniemi.

### Inspiration till Lindgren-bok
Rydbergs dikt blev snart en av den svenska julens mer kända texter och blev flitigt återtryckt. 1960 gav Rabén & Sjögren ut en illustrerad variant, med illustrationer av Harald Wiberg; det hela hade tidigare publicerats i 1957 års julnummer av barntidningen Klumpe Dumpe. Utländska förlag upptäckte boken med de fina bilderna och kontaktade Rabén & Sjögren. Viktor Rydbergs metafysiska text ville de dock inte ha, så förlagsredaktören Astrid Lindgren åtog sig att skriva en ny prosatext kring Wibergs illustrationer. Resultatet kom ut i Tyskland redan samma år, där Tomte Tummetott snabbt blev populär och återkommit i ett antal nytryck. Året efter kom The Tomten ut i USA, och därefter följde översättningar till en lång rad andra språk. Den tyska versionen är förlaga till den animerade filmen Tomte Tummetott und der Fuchs från 2007.
Någon svensk variant av Astrid Lindgrens bok kom dock inte ut, inte förrän 2012 – 52 år efter den första tyska utgåvan. Då hade det tyska förlaget hittat Lindgrens originalmanus i sina gömmor och låtit återbörda manuset till Sverige. 2012 års bok, utgiven under titeln Tomten är vaken, har dock illustrationer av Kitty Crowther (2010 års ALMA-pristagare).

## Källhänvisningar
1. 1 2 3  Törnqvist, Lena (2012): "Tomten är vaken – en bakgrundshistoria". Arkiverad 18 december 2014 hämtat från the Wayback Machine. Rabensjogren.se. Läst 18 december 2014.
2. ↑  "Tomten". Runeberg.org. Läst 18 december 2014.
3. 1 2 3  El-Mochantaf, Christer (2014-12-17): "Tomtens ursprung bekräftat: Göteborgare". Expressen.se. Läst 18 december 2014.
4. 1 2  "Biografiska uppgifter". Arkiverad 18 december 2014 hämtat från the Wayback Machine. Kalmarlandsmuseum.se. Läst 18 december 2014.
5. ↑  Tomten på Svensk Filmdatabas Läst 18 december 2014.
6. ↑  Tomten på Svensk mediedatabas
7. ↑  Rydberg, Viktor; Lindgren Torgny (2003). Tomten. Stockholm: Pan hörböcker. Libris 9152285. ISBN 91-7313-059-1
8. ↑  Wartiovaara-Kallioniemi, Lyyli; Rydberg Viktor (1997). Tomten. Libris 3229944
9. ↑  ”Tomte Tummetott und der Fuchs”. Verlagsgruppe Oetinger. Arkiverad från originalet den 2 april 2015. https://web.archive.org/web/20150402142722/http://www.oetinger.de/fileadmin/verlagsgruppe-oetinger.de/vsg_images/unterrichtsmaterial/9783837350104.pdf. Läst 17 december 2015.
10. ↑  Lindgren, Astrid; Crowther Kitty (2012). Tomten är vaken. Stockholm: Rabén & Sjögren. ISBN 978-91-29-68093-5